# Carcharodontosaurus
Carcharodontosaurus a fost un carnivor gigantic care aparținea familiei Carcharodontosauridae ce a trăit acum 93-98 milioane de ani, în timpul perioadei Cretacice. A fost aproape la fel de lung, sau chiar mai lung, decât Tyrannosaurus rex; lungimea sa este estimată la 11,1- 13,3 metri și avea o greutate de 8.2 tone. Numele Carcharodontosaurus înseamnă șopârlă cu dinți de rechin după genul rechinului Carcharodon.

## Descriere

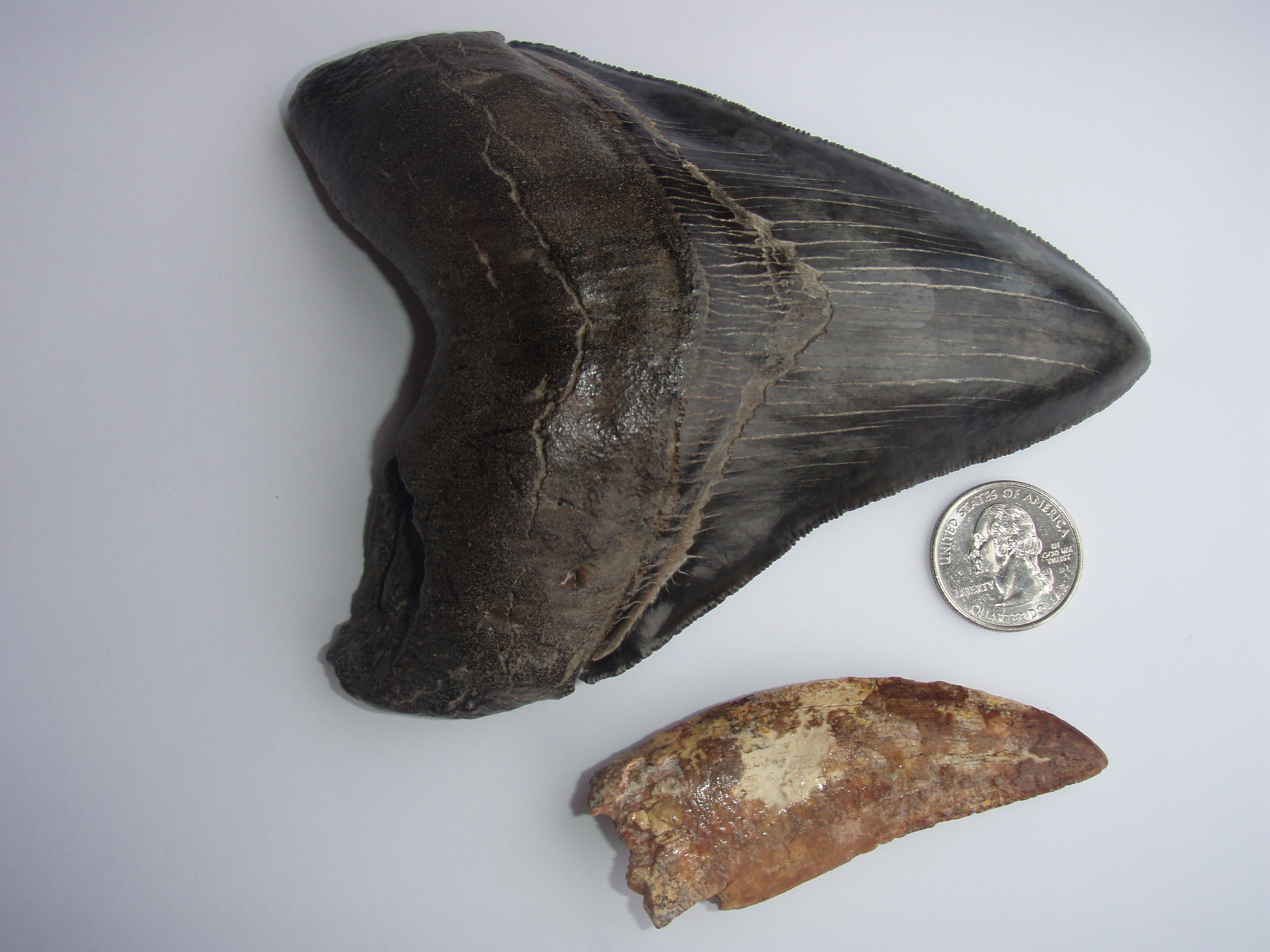
Dinte de Carcharodontosaurus (jos) găsit în deşertul Sahara, în comparație cu dinte de Megalodon (sus)

Carcharodontosaurus era carnivor, cu fălci enorme și lungi dințate cu dinți de până la opt inci. Paleontologi au descoperit că este singurul dinozaur dintre teropode ce are un craniu așa lung. Oricum, premaxilarul și o parte din craniu lipsea din originalul găsit în Africa, aceste informații conducând la interpretări greșite ale marimii actuale. Se pare că onoarea de a avea cel mai mare craniu dintre teropozi îi aparține acum unui alt uriaș din familia carcharodontosaurid pe nume Giganotosaurus iar alt dinozaur foarte cunoscut a familiei carcharodontosaurudae a fost mapusaurus(acesta avea un craniu de 1.95 metri lungime). Anatomia urechii interne și a mulajului creierului Carcharodontosaurus saharicus era asemănătoare crocodilului din zilele noastre. Mărimea cerebelului relativă cu creierul era similară cu cea a reptilelor moderne, dar relativ mică cu cel al păsărilor și teropodele coelurosaurian.

## Istoria descoperiri și etimologiei
Fosilele de Carcharodontosaurus au fost găsite prima dată de Charles Depéret și J. Savornin în nordul Africii în 1927. Original numit Megalosaurus saharicus (multor teropode i-au fost atribuite gresit numele de Megalosaurus), numele fiindu-i schimbat în 1931 de Ernst Stromer von Reichenbach cu cel folosit azi. Aceste prime fosile au fost distruse în timpul celui de-al doilea război mondial. Oricum, un alt craniu de Carcharodontosaurus a fost descoperit în 1995 în Maroc de paleontologul Paul Sereno. Stephen Brusatte și Paul Sereno au reportat o a doua specie de Carcharodontosaurus, diferită de C. saharicus în unele aspecte la maxilar și la cutia craniană. Această nouă specie, care a fost descoperită în Nigeria în 1997 a fost numită C. iguidensis în decembrie 2007.

## În cultura populară
Carcharodontosaurus a apărut într-un episod al serilor televizate "Dinosaur Planet" (Planeta dinozaurilor), numit "Alpha's Egg" (Oul lui Alfa). Acest program a descris greșit că Carcharodontosaurus trăia în America de sud și prăda sauropodele Saltasaurus. În realitate, rămășițele unui Carcharodontosaurus au fost gasite numai în nordul Africii. Suplimentar, în timp ce Saltasaurus au trăit în Cretacicul târziu, despre Carcharodontosaurus se știe că a trăit în Cenomanian adică cu peste zece milioane de ani mai târziu. Oricum, cel mai aproape relatat carcharodontosaurid era Giganotosaurus care era prezent în America de sud în acea perioadă.